# 逻辑或

文氏图

逻辑或（logical or）又称逻辑析取（logical disjunction）、邏輯選言，是逻辑和数学概念中的一个二元逻辑运算符。其运算方法是：如果其两个变量中有一个真值为“真”，其结果为“真”，两个变量同时为假，其结果为“假”。

## 定义
逻辑或是两个逻辑变量的一种运算，经常是两个命题的运算。它满足：当且仅当其两个变量的真值都为假时，其结果为假。

## 真值表
A或B的真值表，也写作A{\displaystyle \lor }B（逻辑学），A | B（计算机科学，（C语言为A || B）），或A + B（电子学）。
| A  | B  | ∨  |
| -- | -- | -- |
| 真 | 真 | 真 |
| 真 | 假 | 真 |
| 假 | 真 | 真 |
| 假 | 假 | 假 |

| ∨ | F | T |
| - | - | - |
| F | F | T |
| T | T | T |

## 性质
逻辑或满足以下性质：
- 结合律: {\displaystyle A\lor (B\lor C)\equiv (A\lor B)\lor C}

- 交换律: {\displaystyle A\lor B\equiv B\lor A}

- 分配律: {\displaystyle (A\lor (B\land C))\equiv ((A\lor B)\land (A\lor C))}

{\displaystyle (A\land (B\lor C))\equiv ((A\land B)\lor (A\land C))}
{\displaystyle (A\lor (B\equiv C))\equiv ((A\lor B)\equiv (A\lor C))}
- 幂等律: {\displaystyle A\lor A\equiv A}

- 单调性: {\displaystyle (A\rightarrow B)\rightarrow ((C\lor A)\rightarrow (C\lor B))}

{\displaystyle (A\rightarrow B)\rightarrow ((A\lor C)\rightarrow (B\lor C))}
- 保真性: 所有变量的真值皆为“真”的命题在逻辑或运算后的结果为真。

- 保假性: 所有变量的真值皆为“假”的命题在逻辑或运算后的结果为假。

## 计算机科学中的运用

### 位运算
逻辑或常在位运算中使用，比如：
- 0 or 0 = 0
- 0 or 1 = 1
- 1 or 0 = 1
- 1 or 1 = 1

- 1100 or 1010 = 1110

or运算符可以用来将比特域中的位设定为1，方法是把此域和一个各位均为1的常量域取逻辑或运算。

### 并集运算
{\displaystyle x\in A\cup B\Leftrightarrow }（ 当且仅当）{\displaystyle (x\in A)\lor (x\in B)}.

## 自然語言
就如其他在數理邏輯中形式化的概念一般，自然語言中的「或」和邏輯的「或」高度相關，但有差異。像例如在「你給我打電話，或者寄信給我」這例子中，其真實的意思往往是「你要不就給我打電話，要不就給我寄信，但不要同時寄信和打電話。」，也就是會排除掉兩者皆成立的狀況；在另一方面，在「小橘子姐姐開賽車的駕駛技術神乎其技，因此她很努力，或者她很有天分」這例子中，兩者皆成立的狀況通常並未排除。也就是說，在自然語言中，「或」可以指「邏輯或」，或者是「邏輯異或」。

## 相关网页
- Wolfram Mathematics Disjunction （页面存档备份，存于）
- All Math Words Encyclopedia Disjunction （页面存档备份，存于）